# دين أسري

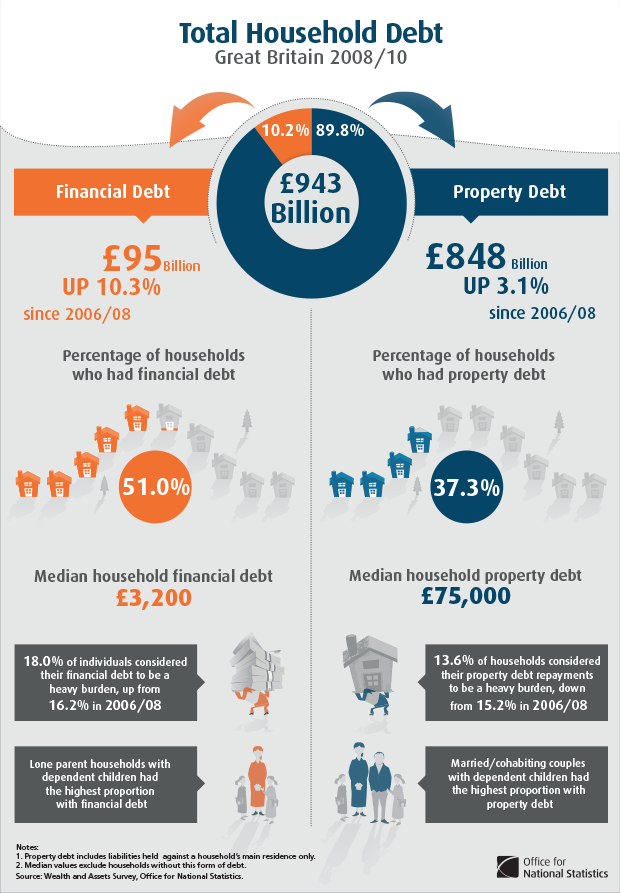

دين أسري أو الدين المنزلي، هو الدين المشترك لجميع أفراد الأسرة، ويشمل قروض الرهن العقاري ومجمل الديون الاستهلاكية. تزامن الارتفاع الكبير في مستويات هذا الدين مع الكثير من الأزمات الاقتصادية الحادة عبر التاريخ، وكان سبباً مباشراً للأزمات الاقتصادية التي حدثت في الولايات المتحدة الأمريكية وأوروبا بين 2007-2012. يرى العديد من علماء الاقتصاد أنَّ خفض هذا الدين حاجة ملحة لانتعاش الاقتصاد في الولايات المتحدة وفي بعض الدول في منطقة اليورو.

## لمحة عامة
يمكن تعريف الدين الأسري بعدة طرق حسب أنواع الديون التي يشملها مثل: قروض الرهن العقاري وقروض المنازل وقروض السيارات وقروض الدراسة وبطاقات الائتمان. يمكن أيضاً قياس ديون الأسر عبر الناتج الاقتصادي بشكلٍ عام، إذ نقيس مدى ارتباط الأسر المثقلة بالديون بمعدلات الدخل المختلفة، مثل الدخل قبل الضريبة والدخل المتاح، أو نسبةً إلى حجم الاقتصاد، كالناتج المحلي الإجمالي.
يمكن أيضاً قياس عبء الديون بحسب مقدار الفائدة الناتجة عنها نسبةً إلى دخل المقترض. مثلاً، يقيس الاحتياطي الفيدرالي الأمريكي نسبة فائدة الدين الأسري، وهو تقدير لنسبة مدفوعات الديون إلى الدخل الشخصي المتاح، تتكون مدفوعات الديون من المدفوعات التقديرية المطلوبة على قروض الرهن العقاري والديون الاستهلاكية الأخرى غير المسددة. يقيس الاحتياطي الفيدرالي الأمريكي أيضاً نسبة الالتزامات المالية، والتي تضيف إلى الديون السابقة مدفوعات استئجار السيارات ومدفوعات استئجار العقارات، والتأمين المفروض على مالكي المنازل، ومدفوعات ضريبة الممتلكات إلى نسبة فوائد الديون.

## نظرة تاريخية
ارتفع الإنفاق على السلع الاستهلاكية في القرن العشرين بشكلٍ ملحوظ، وارتفعت ديون الأسر مع ارتفاع مستويات المعيشة وزيادة الطلب على مجموعة من السلع مثل الإلكترونيات الحديثة والسيارات والأجهزة التي يمكن شراؤها ببطاقات الائتمان، إذ شجعت سلاسة التعامل ببطاقات الائتمان على التحول من الادخار إلى الإنفاق.
ازدادت ديون الأسر في البلدان المتقدمة بالنسبة إلى دخلها المتاح والناتج المحلي الإجمالي بشكلٍ كبير، وخصوصاً في الفترة ما بين 1980 إلى 2007، وهذا من أهم الأسباب التي أدت إلى الأزمة الاقتصادية الأمريكية والأوروبية في الفترة الممتدة من عام 2007 إلى عام 2012، وتشير الإحصاءات إلى أن ديون الأسر الأمريكية زادت من 43% إلى 62% من الناتج المحلي الإجمالي من عام 1982 إلى عام 2000. شهدت العديد من الدول الصناعية -باستثناء ألمانيا- ارتفاعاً كبيراً في الدين الأسري مقابل الناتج المحلي الإجمالي في السنوات الأولى من القرن الحادي والعشرين، وهذا ما حصل أيضاً في الولايات المتحدة الأمريكية، وبحلول عام 2017 احتلت نسبة الدين الأسري في أمريكا المرتبة الثانية بعد المملكة المتحدة.
حققت الأسر الأمريكية تقدماً كبيراً في تخفيض ديونها بعد الأزمة الاقتصادية، ويُعود الفضل في ذلك إلى شطب ديون المؤسسات المالية. ولكنَّ المستهلكين عادوا ليرفعوا معدل الديون مرة أخرى في عام 2012، ويشير ذلك إلى أن الاقتصاد قد بدأ بالتحسن لأن هذا الاقتراض يدعم الاستهلاك العام.

## التأثير الاقتصادي العالمي
صدر تقرير صندوق النقد الدولي في أبريل عام 2012 على النحو التالي:
ارتفع معدل الدين الأسري في السنوات التي سبقت الكساد الكبير، وشهدنا خلال السنوات الخمس السابقة لعام 2007 ارتفاعاً في نسبة الدين الأسري إلى الدخل العام من 39% إلى 138% في بعض اقتصادات الدول المتقدمة كالدنمارك وآيسلندا، وبلغ الدين الأسري في أيرلندا وهولندا والنرويج أرقاماً قياسية بأكثر من 200% من دخل الأسرة، وحدثت زيادة في الدين الأسري إلى مستويات تاريخية في الاقتصادات الناشئة مثل إستونيا والمجر ولاتفيا وليتوانيا، وربما يعود ذلك بشكلٍ كبير إلى البنوك المركزية التي عملت لفترات طويلة على خفض أسعار الفائدة بشكل مصطنع لأغراض سياسية، وهو ما زاد بشكلٍ مؤقت من حجم الدين الذي يمكن لدخلٍ معين سداده. وعززت هذه الزيادة طفرة الاستهلاك، وعززت الناتج المحلي الإجمالي في البلدان المعنية، ولكنها لم تمثل مدفوعات إضافية، بل كانت مجرد سحب استهلاكي بدلاً من ذلك، إذ بدأ الناس يقترضون ديوناً جديدة مدتها 30 إلى 40 عاماً لتغطية نفقات العام الحالي.
تمثلت التداعيات المتوقعة لهذه السياسة في النمو البطيء الذي تشهده هذه البلدان اليوم، كما أن الطفرة المتزامنة في أسعار المنازل والبورصة تعني أن الدين الأسري كان مستقراً في هذه الفترة بالنسبة للأصول، وكانت أسعار المنازل على وجه الخصوص عرضة لتغيرات حادة بحسب أسعار الفائدة في البلدان التي تكون فيها فوائد معظم القروض العقارية قابلة للتعديل، خاصةً أن القروض التي تمتد بين 30 و40 عامًا تكون فوائدها أكثر حساسية للتغيرات، وتراوح تمويل شراء المنازل بين 80%-95% من السعر الكلي، ولم تتغير ملكية سوى 4-5% من المنازل كل عام.
من جهة أخرى، انخفضت مستويات الفائدة على شركات بناء المنازل بمعدلات صغيرة في الولايات المتحدة، بفضل التخفيضات التي أجراها البنك المركزي على أسعار الفائدة، ما مكن هذا الشركات من زيادة البناء بشكلٍ كبير استجابة لارتفاع الأسعار، ولكنَّ الزيادة الكبيرة في العرض أدت إلى انهيار الأسعار بشكلٍ كبير في نهاية المطاف. باختصار، زادت هذه التغيرات الجديدة من الديون الملقاة على كاهل المستهلك، خصوصاً عندما أجبر ارتفاع الأسعار البنوك المركزية على رفع أسعار الفائدة مجددًا لمواكبة أسعار السوق، ما أشعل فتيل الأزمة المالية العالمية. رأت العديد من الأسر التي تقلصت مدخراتها أن ثرواتها تتقلص بالنسبة إلى ديونها، وأصبحت الدخول أقل، وارتفعت معدلات البطالة، خاصة في قطاع العقارات الذي كان مزدهراً، ووجدت هذه الأسر صعوبة أكبر في سداد مدفوعات الرهن العقاري، وأصبح التخلف عن السداد أمراً شائعاً، لأن أصحاب المنازل الذين لديهم حقوق الملكية تخلوا عن المنازل وديونها.
انخفض السعر الحقيقي للمنازل بحلول نهاية عام 2011 من ذروته السابقة بنحو 41% في أيرلندا و29% في أيسلندا و23% في إسبانيا والولايات المتحدة و21% في الدنمارك. وزادت حالات تخلف الأسر عن سداد ديونها المعيشية وقروض الرهن العقاري التي تجاوز بعضها قيمة المنازل الفعلية. بدأ تخفيض ديون الأسر يظهر إما بسداد الديون أو التخلف عن سدادها في بعض البلدان، ففي الولايات المتحدة كان نحو ثلثي انخفاض الدين الأسري ناتجاً عن التخلف عن السداد. تجدر الإشارة هنا إلى ألمانيا التي تصل مدة جميع القروض العقارية فيها إلى عشرة أعوام تقريباً، لم ينخفض معدل الفائدة فيها على مدار 10 سنوات بحلول عام 2000، ولم تحدث فقاعة الإسكان على الإطلاق نتيجة لذلك، وحدث الأمر ذاته في كندا التي تتراوح مدة معظم الديون العقارية فيها بين 3-5 سنوات، ولذلك كانت مشكلة ديون الرهن العقاري فيها أقل حدةً من جارتها الولايات المتحدة. 

## التأثير الاقتصادي الأمريكي

### المساهمة في الأزمة المالية لعام 2008
ساهمت الزيادة التي حصلت في الديون منذ عام 1980 إلى عام 2007 في زيادة الإنفاق، والذي حفز بدوره الاقتصاد بشكلٍ عام، لكن هذا الدين المتراكم خلال عشرات السنوات بدأ يعرقل الاقتصاد، إذ توجه المستهلكون لتسديد ديونهم بدلاً من الإنفاق الاستهلاكي، وهو ما أضعف النشاط الاقتصادي.
كتب بول كروغمان في ديسمبر 2010:
أما نائبة رئيس الاحتياطي الفيدرالي الأمريكي جانيت يلين فقدَّمت تصورها للوضع في أبريل 2009:

## إعادة هيكلة الديون أو تخفيضها
يمكن في بعض الأحيان تخفيض الديون عبر التفاوض مع الدائنين أو عبر عملية إشهار إفلاس قانونية، ما قد يؤدي إلى رفض أنواع معينة من الاستدانة، مثل بطاقات الائتمان. قد يوافق بعض المُقرضين من جهتهم على تخفيض قيم الرهن العقاري، أي تقليل التزام صاحب المنزل بدلاً من تحمل الخسائر التي تتمثل في عدم السداد، واقترح الاقتصادي جوزيف ستيغليتز عملية إفلاس سريعة لأصحاب المنازل للاستفادة من تخفيض قيمة الديون.
ودعا الاقتصاديان جوزيف ستيغليتز ومارك زاندي إلى إعادة تمويل الرهن العقاري أو شطب القروض في أغسطس 2012، وأوضحوا أن أكثر من أربعة ملايين أمريكي فقدوا منازلهم منذ أن انفجرت فقاعة الإسكان عام 2006، وتأخرت مدفوعات 3.5 مليون أمريكي من أصحاب المنازل، ونحو 13.5 مليون من مالكي المنازل مدينون بأكثر من القيمة الفعلية لمنازلهم الآن، ما يزيد من احتمالات فقدان ملايين آخرين لمنازلهم. تعيق ديون المنازل وعدم التسديد الاقتصاد الأمريكي بشكل كبير.

### التضخم
إذا زادت الأجور بسبب التضخم وبقيت الديون ثابتة، يمكن حينها سداد الديون بسهولة أكبر، وهذا ما جعل علماء الاقتصاد يدعون إلى زيادة التضخم للمساعدة في تقليل عبء الديون، خصوصاً في الاقتصادات عالية الاستدانة. فمثلاً، دافع الاقتصادي كينيث روغوف عن دعواته لخفض الرهن العقاري في أغسطس 2011 بقوله: قلت بأن الطريقة العملية الوحيدة لتقصير فترة الأزمة المقبلة المتمثلة في تخفيض المديونية والنمو البطيء هي عملية مستمرة من التضخم المعتدل، يمكن أن يتراوح بين 4-6% لعدة سنوات، والتضخم نقل تعسفي وغير عادل للدخل من المدخرين إلى المدينين، ولكن يبدو أنَّه النهج الأكثر مباشرة وسرعة لتعافي الاقتصاد، واقترح روغوف أيضاً على الحكومة أن تأخذ بعين الاعتبار قيمة أسهم المنازل مقابل سداد القروض العقارية.